# Подовжений трисхилий купол
Рівносторонній подовжений трисхилий купол є одним із багатогранників Джонсона (J18 або M4 +П6 (за Залгаллером).
Багатогранник Джонсона — один із 92 строго опуклих багатогранників, що мають правильні грані, але не є однорідним (тобто він не є правильним багатогранником, архімедовим тілом, призмою або антипризмою). Правильногранні багатогранники названі ім'ям Нормана Джонсона, який першим перелічив їх в 1966 р. 

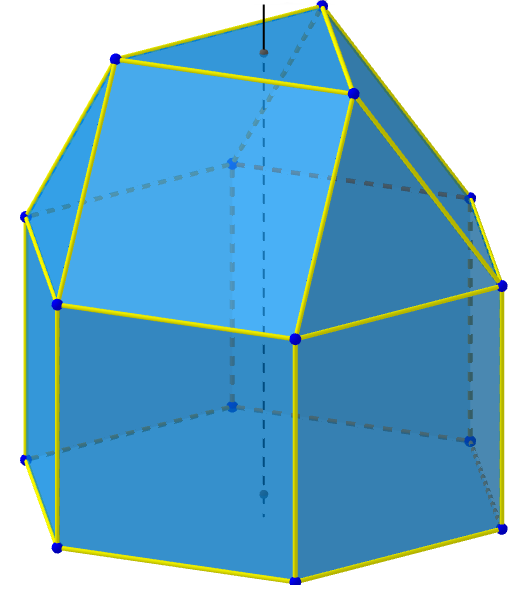
Подовжений трисхилий купол

Подовжений трисхилий купол утворюється поєднанням трисхилого купола та правильної рівносторонньої шестикутної призми по їх шестикутним граням.
Подовжений трисхилий купол складено з 14 граней: 3+1 = 4 правильних трикутників, 3х3 = 9 квадратів та 1 правильного шестикутника.
Чотири трикутних граней оточені трьома квадратами; три квадратні грані оточені трьома трикутними та однією квадратною гранями; три квадратні грані оточені трьома квадратними та однією шестикутною гранями; три квадратні грані оточені однією трикутною, двома квадратними та однією шестикутною гранями; шестикутна грань оточена шістьма квадратними гранями.
Має 27 ребер однакової довжини: 3+6= 9 ребер розташовані між двома квадратними гранями, 3+3+6=12 ребер — між трикутною та квадратною гранями, решта 6 — між квадратною та шестикутною гранями.
У подовженого трисхилого купола 15 вершин: 3 вершини оточені двома трикутними та двома квадратними гранями (почергово); 6 вершин оточені трикутною та трьома квадратними гранями; 6 вершин оточені двома квадратними та шестикутною гранями.
Подовжений трисхилий купол має вісь поворотної симетрії 3-го порядку, що проходить через центри трикутної та шестикутної паралельних граней; а також три площини дзеркальної симетрії, що проходять через вісь купола та середини сторін нижньої (шестикутної) основи.
Центру симетрії не має.
Подовжений трисхилий купол не належить до елементарних багатогранників Джонсона :Стор.174, так як його можна розділити площиною на два менших опуклих багатогранника з правильними гранями, а саме на трисхилий купол (J3) та рівносторонню шестикутну призму.

## Формули

### Діагоналі
Кількість діагоналей опуклого багатогранника: {\displaystyle {\binom {B}{2}}-P} , де В — кількість вершин, Р — кількість ребер багатогранника. 
Для подовженого трисхилого купола:
{\displaystyle {\binom {15}{2}}-27={\frac {15}{2}}\cdot {\frac {14}{1}}-27=78} діагоналей (27 граневих та 51 просторових).
| Діагоналі подовженого трисхилого купола з довжиною ребра {\displaystyle a} | Діагоналі подовженого трисхилого купола з довжиною ребра {\displaystyle a} | Діагоналі подовженого трисхилого купола з довжиною ребра {\displaystyle a}                                                                                      |
| -------------------------------------------------------------------------- | --- | --- |
|                                                                            | Граневі діагоналі | {\displaystyle AB={\sqrt {2}}\cdot a\approx 1.41421356237\cdot a} {\displaystyle HE={\sqrt {3}}\cdot a\approx 1.73205080756\cdot a} {\displaystyle HF=2\cdot a} |
| Просторові діагоналі                                                       | {\displaystyle AC=KB={\sqrt {3}}\cdot a\approx 1.73205080756\cdot a} {\displaystyle KC=KE=2\cdot a} {\displaystyle KF={\sqrt {5}}\cdot a\approx 2.2360679775\cdot a} {\displaystyle AD={\sqrt {\frac {2\left(3+{\sqrt {6}}\right)}{3}}}\cdot a\approx 1.90604122774\cdot a} {\displaystyle AE={\sqrt {\frac {9+2{\sqrt {6}}}{3}}}\cdot a\approx 2.152438886903\cdot a} {\displaystyle AF={\sqrt {\frac {2\left(6+{\sqrt {6}}\right)}{3}}}\cdot a\approx 2.373392753392\cdot a} | |

### Метричні характеристики
| Для подовженого трисхилого купола з довжиною ребра {\displaystyle a}:      | Для подовженого трисхилого купола з довжиною ребра {\displaystyle a}:                   | Для подовженого трисхилого купола з довжиною ребра {\displaystyle a}: |
| -------------------------------------------------------------------------- | --------------------------------------------------------------------------------------- | --------------------------------------------------------------------- |
| Вписаної, напіввписаної та описаної сфер подовжений трисхилий купол не має |                                                                                         |                                                                       |
| Висота H (Відстань між паралельними трикутною та шестикутною гранями)      | {\displaystyle H=\left(1+{\frac {\sqrt {6}}{3}}\right)\cdot a}                          | {\displaystyle \approx 1.81649658\cdot a}                             |
| Площа поверхні                                                             | {\displaystyle S=\left(9+{\frac {5{\sqrt {3}}}{2}}\right)\cdot a^{2}}                   | {\displaystyle \approx 13.33012701\cdot a^{2}}                        |
| Об'єм                                                                      | {\displaystyle V={\frac {5{\sqrt {2}}+9{\sqrt {3}}}{6}}\cdot a^{3}}                     | {\displaystyle \approx 3.77658751333\cdot a^{3}}                      |
| Сферичність                                                                | {\displaystyle \Psi ={\frac {2{\sqrt[{3}]{(293+90{\sqrt {6}})\pi }}}{18+5{\sqrt {3}}}}} | {\displaystyle \Psi \thickapprox 0.8797978}                           |

### Кути
Плоскі кути граней при вершинах: 60°, 90°, 120°.
| Кути багатогранника                                                            | Кути багатогранника | Кути багатогранника                             |
| ------------------------------------------------------------------------------ | --- | ----------------------------------------------- |
| Кут між несусідніми ребрами при вершині верхньої основи                        | {\displaystyle \varphi =\arccos \left(-{\frac {1}{2}}\right)} | {\displaystyle ={\frac {2\pi }{3}}} рад = 120°  |
| Двогранний кут між гранями {3} та {4} (грані трисхилого купола)                | {\displaystyle \alpha =\arccos \left(-{\frac {\sqrt {3}}{3}}\right)=\operatorname {arcsec} \left(-{\sqrt {3}}\right)}                                                                | ≈ 2.1862760354 рад ≈ 125°15′ 51.8028′′          |
| Двогранний кут між гранями {3} та {4} (грані між трисхилим куполом та призмою) | {\displaystyle \beta =\arccos \left(-{\frac {2{\sqrt {2}}}{3}}\right)} | ≈ 2.8017557441 рад ≈ 160°31′ 43.6057′′          |
| Двогранний кут між гранями {4} та {4} (грані між трисхилим куполом та призмою) | {\displaystyle \gamma =\arccos \left(-{\frac {\sqrt {6}}{3}}\right)} | ≈ 2.5261129449 рад ≈ 144°44′ 8.1971′′           |
| Двогранний кут між гранями {4} та {4} (грані шестикутної призми)               | {\displaystyle \delta =\arccos \left(-{\frac {1}{2}}\right)} | = {\displaystyle {\frac {2\pi }{3}}} рад = 120° |
| Двогранний кут між гранями {4} та {6}                                          | | = {\displaystyle {\frac {\pi }{2}}} рад = 90°   |
| Тілесний кут при вершині нижньої основи (шестикутної)                          | | {\displaystyle \Omega ={\frac {2\pi }{3}}} ср   |
| Тілесний кут при вершині 4.4.4.3 (стик купола та призми)                       | {\displaystyle \Omega _{1}={\frac {2\pi }{3}}+{\frac {1}{2}}\arccos \left(-{\frac {7}{9}}\right)=} {\displaystyle ={\frac {2\pi }{3}}+4\arctan \left({\sqrt {3}}-{\sqrt {2}}\right)} | {\displaystyle \Omega _{1}} ≈ 3.3253545197 ср   |
| Тілесний кут при вершині верхньої основи (трикутної)                           | {\displaystyle \Omega _{2}=\arccos \left(-{\frac {7}{9}}\right)=4\arcsin \left({\frac {\sqrt {3}}{3}}\right)=} {\displaystyle =8\arctan \left({\sqrt {3}}-{\sqrt {2}}\right)}        | {\displaystyle \Omega _{2}} ≈ 2.461918834 ср    |

Центр мас подовженого трисхилого купола лежить на його осі симетрії на відстані {\displaystyle {\frac {421+65{\sqrt {6}}}{772}}\cdot a\approx 0.7515762\cdot a} від нижньої (шестикутної) основи .

## Координати вершин

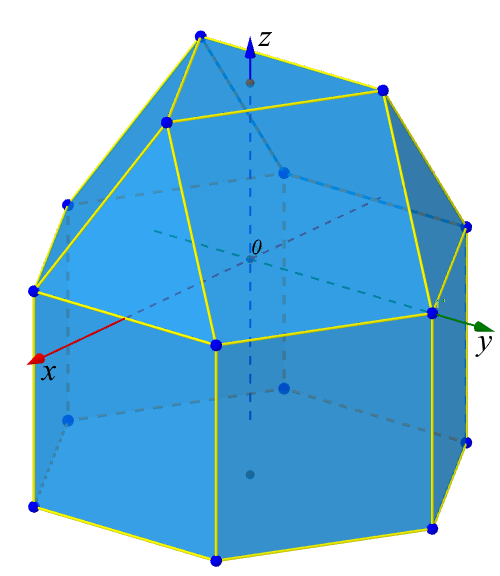

Координати вершин подовженого трисхилого купола з довжиною ребра a = 1: 
- {\displaystyle \left({\frac {\sqrt {3}}{3}},0,{\frac {\sqrt {6}}{3}}\right)}, {\displaystyle \left(-{\frac {\sqrt {3}}{6}},\pm {\frac {1}{2}},{\frac {\sqrt {6}}{3}}\right)} — ці координати визначають три вершини верхньої трикутної грані.
- {\displaystyle \left(0,\pm 1,0\right)}, {\displaystyle \left({\frac {\sqrt {3}}{2}},\pm {\frac {1}{2}},0\right)}, {\displaystyle \left(-{\frac {\sqrt {3}}{2}},\pm {\frac {1}{2}},0\right)} — ці координати визначають шість вершин, що лежать між верхньою (трикутною) та нижньою (шестикутною) паралельними гранями.
- {\displaystyle \left(0,\pm 1,-1\right)}, {\displaystyle \left({\frac {\sqrt {3}}{2}},\pm {\frac {1}{2}},-1\right)}, {\displaystyle \left(-{\frac {\sqrt {3}}{2}},\pm {\frac {1}{2}},-1\right)} — ці координати визначають шість вершин нижньої (шестикутної) грані.

При цьому вісь симетрії подовженого трисхилого купола співпадає з віссю координат Oz, а площина координат xOz співпадає з однією з площин симетрії багатогранника.

## Двоїстий багатогранник
Подовжений трисхилий купол не має канонічно-двоїстого багатогранника (середньовписані сфери обох багатогранників співпадають).
Його топологічно-двоїстий може бути побудований лише загальним чином (кожній грані початкового багатогранника відповідає вершина двоїстого, кожній вершині початкового — грань двоїстого, з дотриманням симетрії початкового багатогранника), а тому форми та розміри двоїстого багатогранника до початкового подовженого трисхилого купола можуть різнитися.
Двоїстий багатогранник до подовженого трисхилого купола (3-D модель, dJ18),
має 15 граней: 3 дельтоїда, 6 трикутників, 6 чотирикутників; 27 ребер, 14 вершин. 
| Двоїстий багатогранник | Розгортка двоїстого | Поєднання подовженого трисхилого купола та його двоїстого багатогранника |
| ---------------------- | ------------------- | ------------------------------------------------------------------------ |
|                        |                     |                                                                          |

## Замощення простору
Замостити тривимірний простір без проміжків та накладень можна за допомогою подовжених трисхилих куполів, квадратних пірамід (J1) та правильних тетраедрів. 